# Anoscopia
L'anoscopia consiste in un esame del canale anale, effettuato con un piccolo strumento chiamato anoscopio (detto anche speculum anale).

## Strumentazione
L'anoscopio è uno strumento tubolare e di forma conica, rigido, usualmente monouso e in plastica. La lunghezza è di circa 7–8 cm e il diametro intorno ai 18–23 mm. Lo strumento può terminare tronco o a becco di flauto. È di norma autoilluminante o comunque concepito affinché a partire da una piccola fonte la luce possa facilmente diffondersi a tutta l'area da visualizzare. Lo strumento comprende uno mandrino interno che viene rimosso dopo che l'anoscopio è stato inserito all'interno del canale anale.

## Indicazioni
L'anoscopia è normalmente utilizzata per diagnosticare patologie del canale anale quali le emorroidi, le ragadi anali (fissurazioni della mucosa anale, normalmente localizzate sulla linea mediana), altre fonti di sanguinamento ano-rettale, proctiti, lesioni polipoidi, orifizi di fistole ano-rettali con eventuali secrezioni, e il cancro anale.
Nei casi in cui sia necessario visualizzare anche un tratto del retto, possono essere utilizzati strumenti diversi quali il proctoscopio o il rettoscopio, che differiscono dall'anoscopio per la lunghezza dello strumento, leggermente maggiore, e per la possibilità di insufflare aria per distendere il viscere.

## Esecuzione dell'esame
Se preceduto da un'adeguata preparazione della zona con applicazione di una pomata anestetica locale (es. lidocaina cloridrato 1%) il paziente può provare fastidio, ma quasi mai dolore.
Si deve chiedere al paziente di assumere la posizione di Sims (posizione laterale sinistra con le gambe flesse sull'addome).
In alternativa si può ricorrere alla posizione genupettorale: paziente inginocchiato sul lettino, tronco piegato in avanti e incurvato.
La posizione di Sims risulta decisamente più funzionale per il paziente, che mantiene un certo comfort durante l'esame, e per il medico che riesce a fare tutte le valutazioni di cui necessita. È utile che i glutei del paziente fuoriescano dal bordo esterno del lettino.
L'introduzione dello strumento, per alcuni centimetri, deve essere gentile, lenta e graduale, conformemente all'asse del canale anale (diretto in direzione dell'ombelico) e del retto (rivolto invece verso l'osso sacro). Per minimizzare il fastidio legato all'introduzione dello strumento si deve chiedere al paziente di eseguire una spinta (simile allo sforzo della defecazione) durante la penetrazione.

## Ulteriori procedure
Attraverso l'anoscopio risulta possibile introdurre cannule per eventuale aspirazione, pinze per biopsie, eseguire anestesie locali ed effettuare alcune piccole manovre chirurgiche ambulatoriali (ad esempio la legatura elastica).